# Chapelle Notre-Dame la Brune
La Chapelle Notre-Dame la Brune se situe sur la commune du Barroux dans le Vaucluse. Elle fait partie intégrante du Château du Barroux.

## Histoire

### Les origines
Le premier écrit connu à ce jour mentionnant avec certitude la présence de la chapelle Notre-Dame La Brune est le compte-rendu d’une visite paroissiale en date du 23 janvier 1594. D’autres écrits plus anciens[Lesquels ?] peuvent cependant laisser à penser à une origine plus lointaine. Certains font mention d’un bref du pape Clément VIII autorisant Henri de Rovigliasc à construire une chapelle à proximité du château du Barroux en 1593. Par ailleurs, des notes issues des travaux de Léopold Duhamel font référence à un miracle en 1563, en pleines guerres de Religion : « dressèrent un bûcher et placèrent en son milieu une statue de la Vierge, ancienne et vénérée depuis les Baux. Ses couleurs étaient ternies, sa face noirâtre. Mais la statue ne brûla pas ».
La famille Rovigliasc pris possession du château du Barroux en 1536 et entreprit rapidement des travaux d’embellissement qui durèrent jusqu’en 1544. Il est donc raisonnable de dater l’origine de la chapelle Notre-Dame la Brune à la fin du XVIe siècle sous l’influence certaine de la Contre-Réforme.

### AuxXVIIesiècleetXVIIIesiècle
Le début du XVIIe siècle fut une période d'embellissement de la chapelle. En 1608, la chapelle fut agrandie en raison du développement de pèlerinages liés à la vierge noire miraculeuse. Des chapelles secondaires orientées au Nord et au Sud firent leur apparition. Parallèlement, plusieurs prix-fait montre un embellissement du lieu de culte avec l’installation d’un retable doré ou encore de tableaux.
Les années passent et les différentes visites pastorales font mention de divers travaux d’entretien (installation de barreaux aux fenêtres en prévention de vol) ou de réparation (« nécessité qu’il y a de faire réparer l’angle de la Chapelle qui menace ruine en ses fondements »).

### De la Révolution à nos jours
Le 16 décembre 1794, la chapelle Notre-Dame la Brune est vendue comme bien national. Elle conserve par la suite son activité religieuse tout en se transmettant de propriétaire en propriétaire (notamment Allègre, Falque, Meyer puis de Moret en 1829). Les travaux d’entretien et d’embellissement continuèrent durant le XIXe siècle : en 1840, des dépenses de peintures ; en 1846, une partie de la toiture s’écroula peut-on lire dans les registres de la Paroisse du Barroux

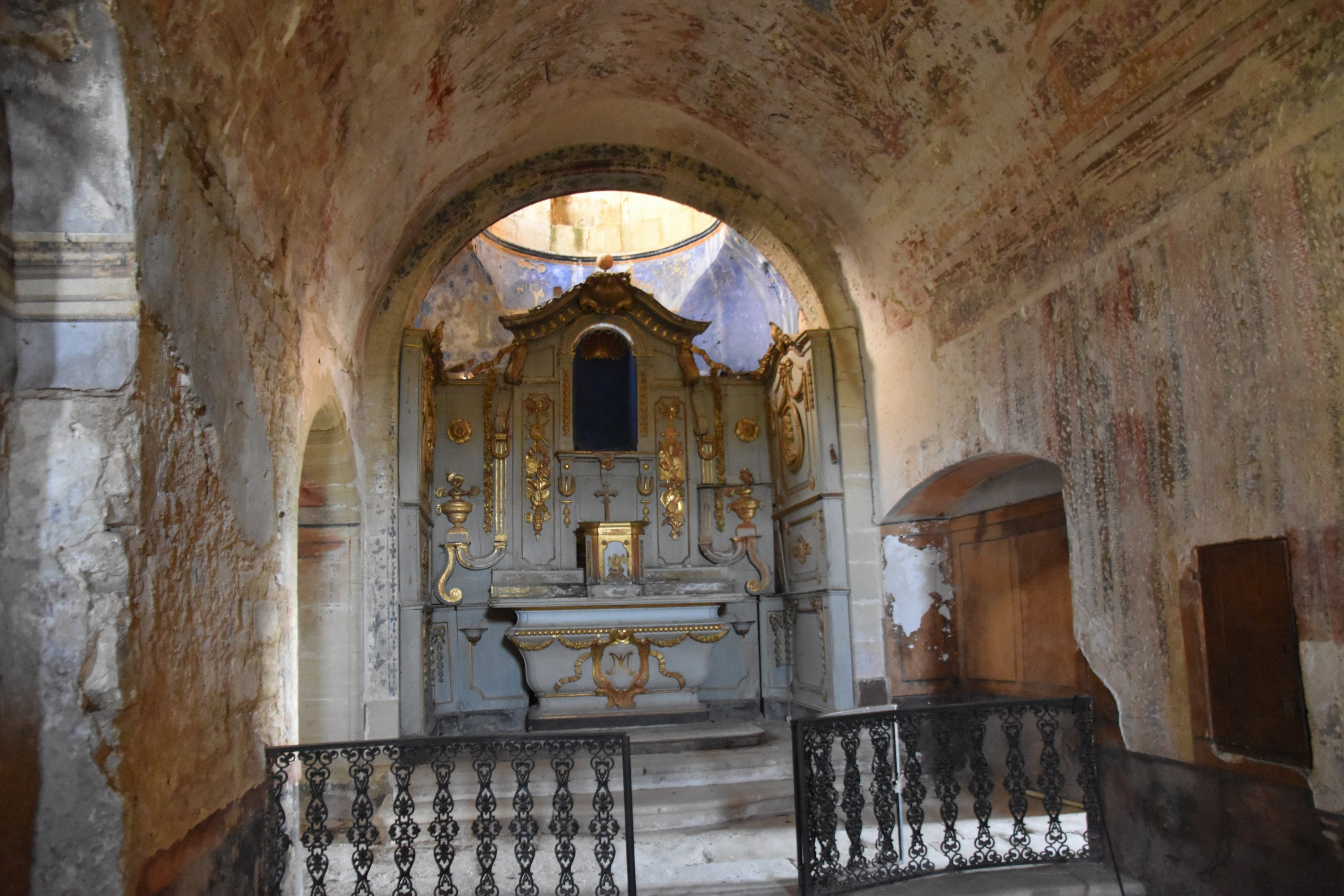
Le chœur de la chapelle Notre-Dame de la Brune.

Au début XXe siècle, l’absence de document lié à la vie religieuse de la chapelle signe le déclin de la vie de l’édifice. En 1929, la famille Vayson de Pradenne rachète la chapelle en même temps que le château du Barroux. Des travaux de confortement du mur Sud sont réalisés en parallèle de la reconstruction du château avec l’installation de 4 contreforts puissants.
Le 27 mai 1963, les peintures de la chapelle furent classées au titre des monuments historiques.
En 2021, un projet de restauration de la chapelle est en cours de développement par la famille Vayson de Pradenne en même temps que la réhabilitation du château afin de l’ouvrir au public.